# 银达镇
银达镇，是中华人民共和国甘肃省酒泉市肃州区下辖的一个乡镇级行政单位。
2013年，甘肃省民政厅批复同意撤销银达乡，设立银达镇。

## 行政区划
银达镇下辖以下地区：
拐坝桥村、银达村、蒲上沟村、佘新村、谭家堡村、杨洪村、明沙窝村、黑水沟村、怀茂村、六分村、怀中村、关明村、西坝村和南坝村。